# Pulitzer-Preis 1922
Der Pulitzer-Preis 1922 war die sechste Verleihung des renommierten US-amerikanischen Literaturpreises. Es wurden Preise in neun Kategorien im Bereich Journalismus, darunter erstmals die Kategorie Karikatur, und dem Bereich Literatur, Theater und Musik vergeben.
Die Jury bestand aus 12 Personen, unter anderem dem Präsidenten der Columbia-Universität Nicholas Murray Butler und Ralph Pulitzer, Sohn des Pulitzer-Preis-Stifters und Herausgeber der New York World.

## Preisträger
| Kategorie                                     | Preisträger                        | Begründung                                                                            |
| --------------------------------------------- | ---------------------------------- | ------------------------------------------------------------------------------------- |
| Dienst an der Öffentlichkeit (Public Service) | New York World                     | Preis verliehen für Artikel über den Ku-Klux-Klan, die im September und Oktober 1921. |
| Berichterstattung (Reporting)                 | Kirke L. Simpson, Associated Press | Preis verliehen für einen Artikel über die Beerdigung des Unbekannten Soldats         |
| Leitartikel (Editorial Writing)               | Frank M. O’Brien, New York Herald  | Preis verliehen für den Artikel The Unknown Soldier                                   |
| Karikatur (Editorial Cartooning)              | Rollin Kirby, New York World       | Preis verliehen für On the Road to Moscow.                                            |

| Kategorie                                                   | Preisträger                                         |
| ----------------------------------------------------------- | --------------------------------------------------- |
| Roman (Novel)                                               | Alice Adams von Booth Tarkington                    |
| Theater (Drama)                                             | Anna Christie von Eugene O’Neill                    |
| Geschichte (History)                                        | The Founding of New England von James Truslow Adams |
| Biographie oder Autobiographie (Biography or Autobiography) | A Daughter of the Middle Border von Hamlin Garland  |
| Dichtung (Poetry)                                           | Collected Poems von Edwin Arlington Robinson        |